# Guitalens e l'Albareda
Guitalens e l'Albareda (en francès Guitalens-L'Albarède) és un municipi francès situat al departament del Tarn i a la regió d'Occitània. Es tracta d'un nou municipi sorgit el 2007 de la unió dels de Guitalens i l'Albareda.

## Demografia
| 1962                                       | 1968 | 1975 | 1982 | 1990 | 1999 | 2006 |
| ------------------------------------------ | ---- | ---- | ---- | ---- | ---- | ---- |
| 521                                        | 544  | 529  | 492  | 552  | 600  | 697  |
| Des de 1962: població sense dobles comptes |      |      |      |      |      |      |

## Administració
| Període | Identitat        | Partit |
| ------- | ---------------- | ------ |
| 2008-   | Raymond Gardelle |        |